# Klaudy
Klaudy, artistnamn för Carl William Didrik Schenberg, född 22 september 1999 i Linköpings domkyrkoförsamling, Östergötlands län, är en svensk sångare och låtskrivare.
Klaudy tävlade i Melodifestivalen 2024 med låten "För dig" som han skrivit tillsammans med Åke Olofsson. Låten gick vidare till finalkvalet.

## Diskografi

### Singlar
- 2021 – NEFERTARI (WSSM MUSIC).
- 2021 – Rough Love (WSSM MUSIC).
- 2022 – Dör För Er Skull (Warner Music Sweden AB).
- 2022 – Solen i Göteborg (Warner Music Sweden AB).
- 2023 – Dansa Med Mig (Warner Music Sweden AB).
- 2023 – Dansa Med Mig (Stripped Version) (Warner Music Sweden AB), tillsammans med Julia Lov.
- 2023 – Långsamt (Warner Music Sweden AB).
- 2023 – Långsamt (Piano Version) (Warner Music Sweden AB).
- 2023 – Sång till Sophie (Warner Music Sweden AB).

## Låtar
- 2021 – NEFERTARI.
- 2021 – Rough Love.
- 2022 – Dör För Er Skull.
- 2022 – Solen i Göteborg, skriven tillsammans med Gustav Blomberg.
- 2023 – Dansa Med Mig, skriven tillsammans med Gustav Blomberg.
- 2023 – Långsamt, skriven tillsammans med Gustav Blomberg.
- 2023 – Sång till Sophie, skriven tillsammans med Joakim Nyström.

### Melodifestivalen
- 2024 – För dig, skriven tillsammans med Åke Olofsson.

## Bildgalleri från deltävlingen i Växjö 2024

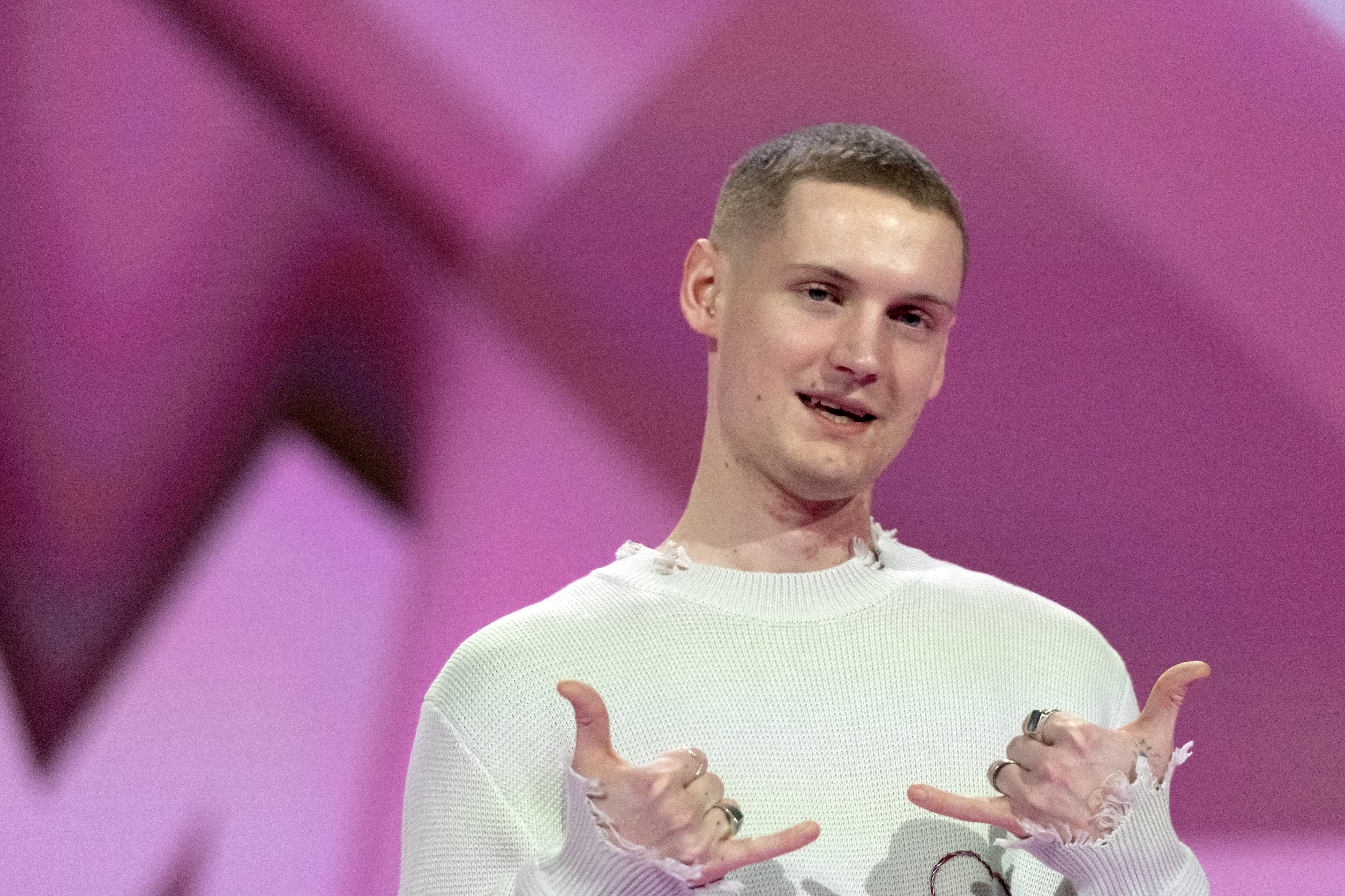
Klaudy på pressträff i Växjö.
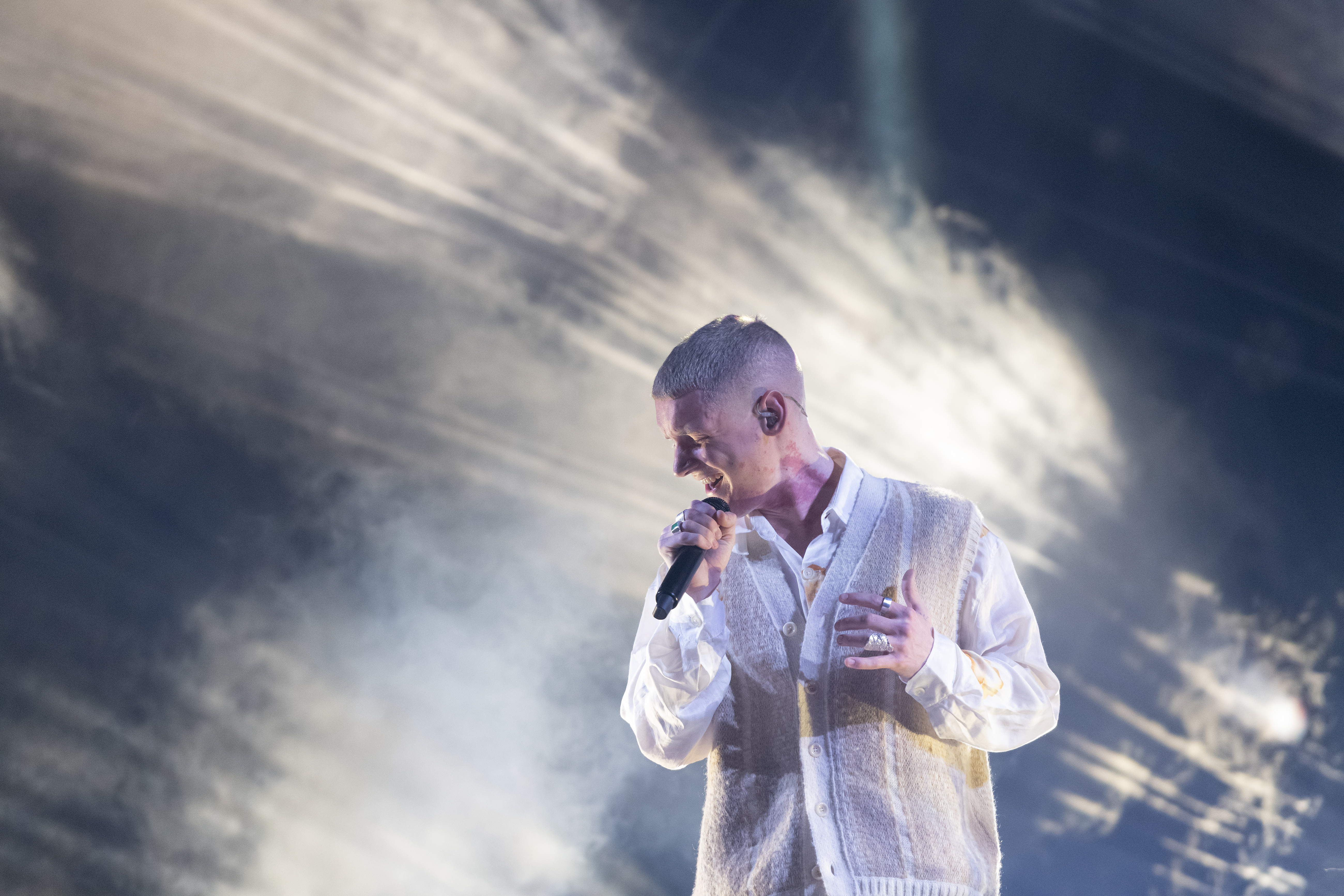
Klaudy på scenen i Växjö.
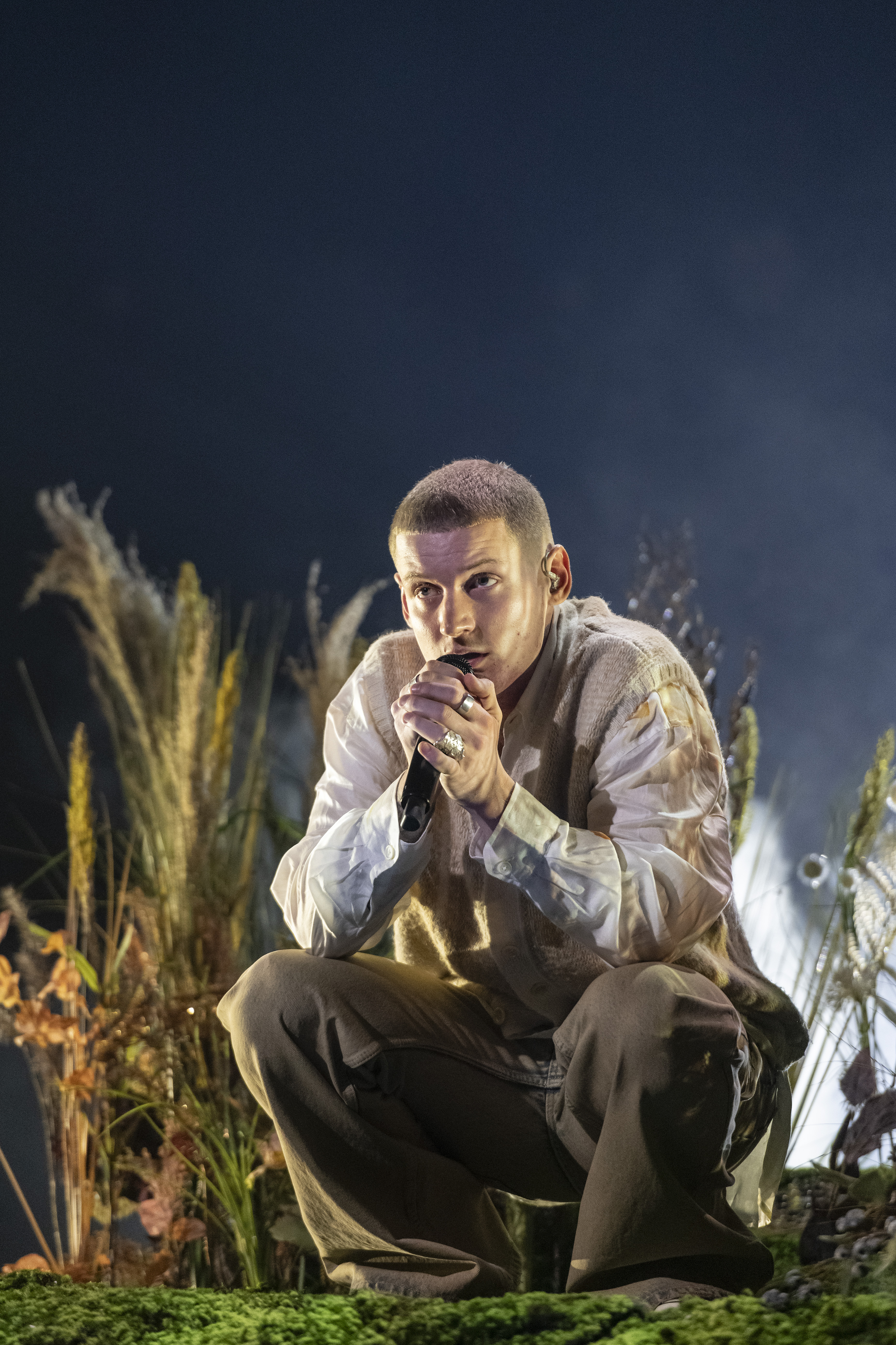
Klaudy på scenen i Växjö.
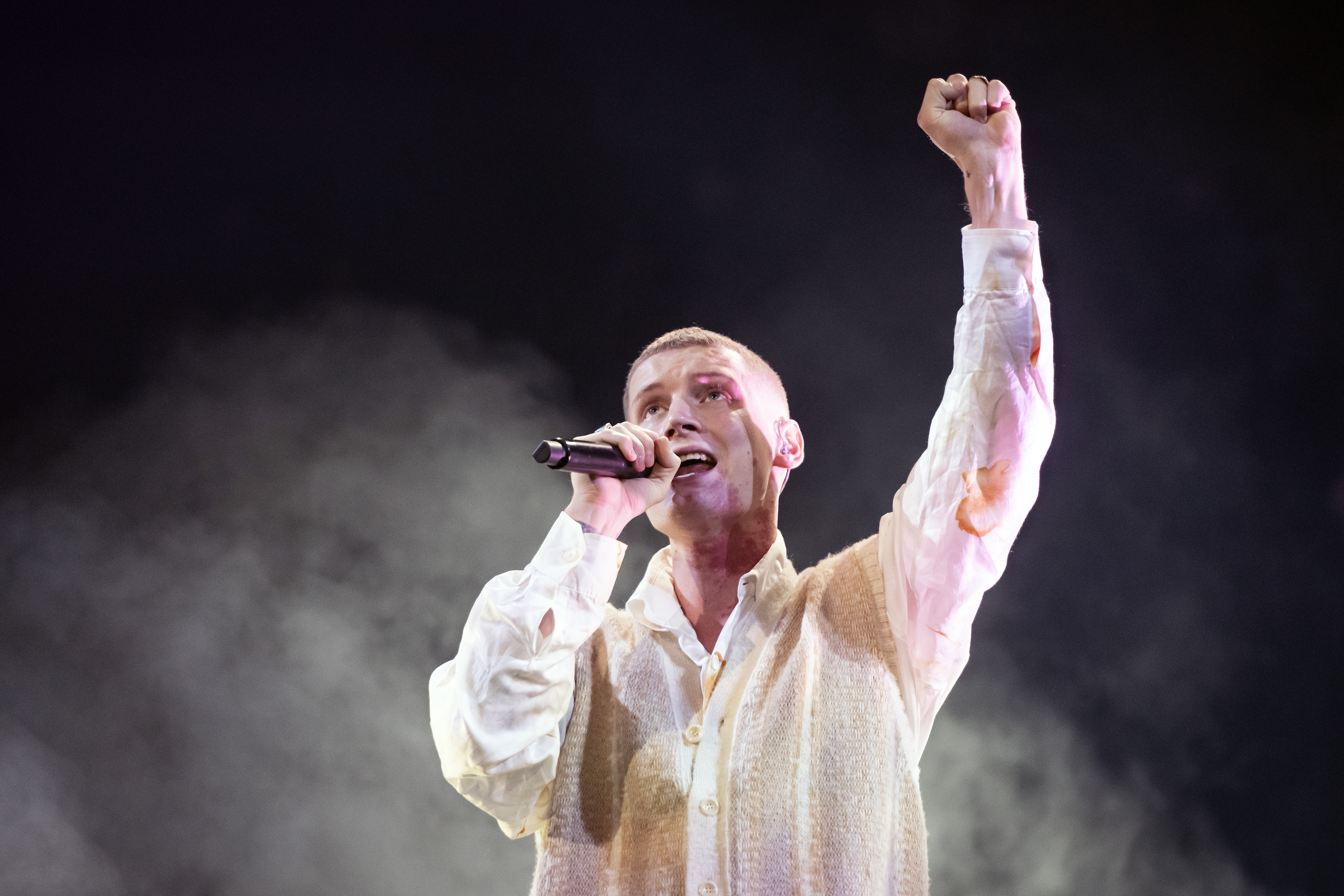
Klaudy på scenen i Växjö.